# Julián Isaac
Julián Rafael Isaac Córdoba (Caracas, 27 de junio de 1959-Miami, Estados Unidos, 25 de diciembre de 2015) fue un ingeniero civil, locutor y ejecutivo venezolano.

## Biografía
Se graduó como ingeniero civil en la Universidad Central de Venezuela. En 1983 comenzó a trabajar como locutor de Radio Caracas Radio (conocida entonces como Caracas 750). En 1985 implantó en Radio Caracas Radio junto al locutor Ramón Mata un récord mundial al hablar ante un micrófono sin dormir durante 125 horas continuas. Tiempo después, Julián Isaac fue nombrado director general de Radio Caracas Radio y fue uno de los encargados de cambiar el estilo musical juvenil de la emisora por otro de contenido informativo y de opinión. En Radio Caracas Radio fue moderador del programa de opinión Caracas en Vivo.
En 1988 pasó a formar parte del canal de televisión RCTV, en donde fue presentador de noticias de El observador. Entre 1997 y 2000, Isaac fue vicepresidente de información y programación especial de RCTV. Luego, ocupó el cargo de vicepresidente de comercialización de RCTV hasta 2007.
En 2008, creó LMG Group, una empresa dedicada a la producción de eventos y mercadeo. En 2011 fue CEO del canal digital SOiTV. Desde 2013, trabajaba como vicepresidente de ventas y mercadeo de Ignition Media Ventures, una empresa encargada de desarrollar alianzas estratégicas.
También ha sido voz oficial de varios spots publicitarios para televisión, entre ellos Indulac, Café El Peñón, etc.
Falleció de un infarto el 25 de diciembre de 2015 a los 56 años.